# Synagoge (Niedermendig)

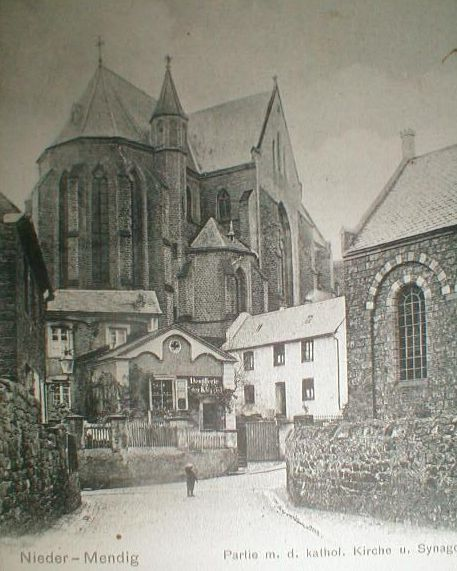
Ansichtskarte mit der Synagoge (rechts außen) in Niedermendig (um 1920)

Die Synagoge in Niedermendig, einem Stadtteil von Mendig im rheinland-pfälzischen Landkreis Mayen-Koblenz, wurde 1851 errichtet und beim Novemberpogrom 1938 zerstört. Die Synagoge stand an der Wollstraße 4 unterhalb der katholischen Pfarrkirche St. Cyriakus.
Die Synagoge im Stil des Historismus wurde nach Plänen des in Niedermendig ansässigen Architekten Peter Schmitz erbaut und am 20. August 1886 feierlich eingeweiht. Sie war ein Bruchsteinbau aus heimischem Basalt und Tuffstein.

## Zeit des Nationalsozialismus
Beim Novemberpogrom 1938 wurde die Synagoge zerstört.
Auf dem Grundstück befindet sich heute eine kleine Parkanlage mit einem Gedenkstein zur Erinnerung an die Synagoge.